# Эшме (Баткенская область)
Эшме (кирг. Эшме) — село в Кадамжайском районе Баткенской области Кыргызстана. Входит в состав айылного аймака Бирлик.

## География
Село расположено в восточной части области, на расстоянии приблизительно 39 километров (по прямой) к юго-западу от города Кадамжай, административного центра района. Абсолютная высота — 1789 метров над уровнем моря.

## Население
Согласно оценочным данным Национального статистического комитета Кыргызской Республики, численность населения села на начало 2023 года составляла 1026 человек.
| год     | 2009 | 2014 | 2015 | 2020 | 2021 | 2023 |
| ------- | ---- | ---- | ---- | ---- | ---- | ---- |
| человек | 714  | 796  | 799  | 937  | 951  | 1026 |